# Progress Residential

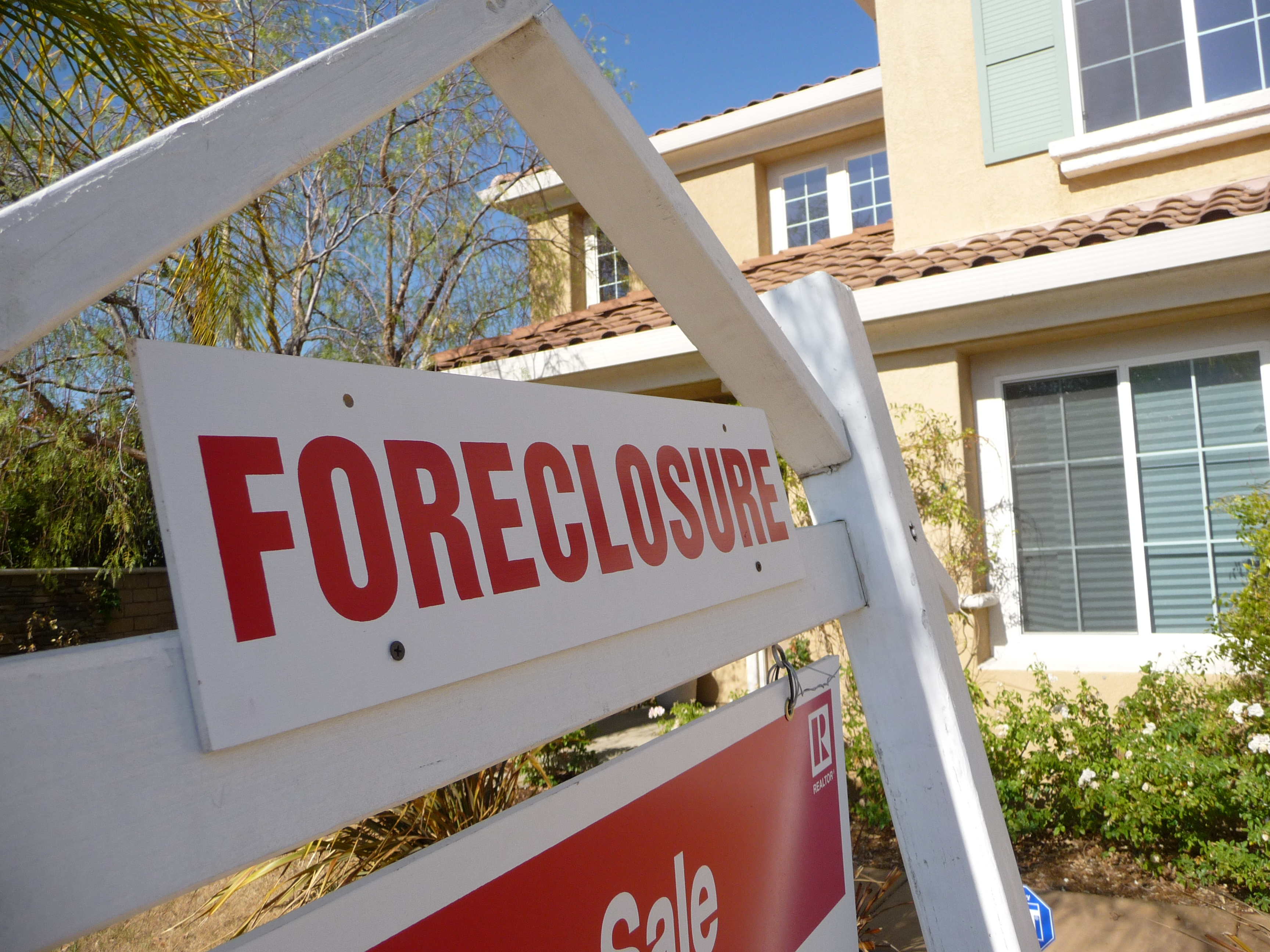
L'une des millions de maisons mises en vente forcée aux États-Unis dans le contexte des suites de la crise des subprimes, ici en mai 2008.
L'achat et la mise en location de ce type de maison est le fonds de commerce de Progress Residential.

Progress Residential, parfois dénommé Progress (mais qui semble avoir aussi opéré à partir de 2014 sous le nom de Fundamental REO LLC ou FREO Master Trust ) est l'une des grandes entreprises américaines nées de la crise des subprimes.
Cette société créé en 2012 aux États-Unis par Donald R. Mullen (ancien banquier de Goldman Sachs) est passé de en moins de 9 ans de 2500 maisons achetées pour être louées à plus de 75 000 (fin 2021).
Progress Residential est destinée à la gestion et location de dizaines de milliers de maisons unifamiliales individuelles. Ces maisons ont été achetées avec le fonds d'investissement immobilier réuni et géré par Pretium Partners, la Société-mère, de capital-investissement, qui a créé Progress Residential (qu'elle contrôle). Progress se présente comme « leader du marché des services intelligents de gestion locative unifamiliale » (« intelligents » car utilisant des algorithmes accélérant les achats, optimisant la performance des actifs (i.e. le taux d'occupation des maisons et le rendement des loyers), et rationalisant les opérations de gestion). Progress Residential affirmait début 2021 disposer de « quelque 1 000 employés gérant plus de 40 000 logements sur 15 marchés principaux » ; 10 mois plus tard (oct 2021), c'étaient « 1 900 employés gérant plus de 70 000 maisons réparties dans 29 des zones métropolitaines à la croissance la plus rapide du pays »,. Depuis 2012, pour Pretium, Progress met en œuvre une tactique financière basé sur les « titres adossés à des locations » (“rental-backed securities) ; véhicule financier de plus en plus contesté par certains, car trop similaire dans son principe aux « mortgage-backed securities » qui ont créé la crise des subprimes puis la crise de 2007-2008.

Pour cette raison notamment, cette stratégie inquiète nombre d'économistes (y compris ceux de la Réserve fédérale) car contribuant à une nouvelle bulle immobilière et spéculative qui pourraient à nouveau déstabiliser le marché immobilier, encore tendu et en outre fragilisé par un système assuranciel fragile, alors que le dérèglement climatique pourrait accroitre la fréquence des dégâts sur le patrimoine bâti,. En outre, Progress Residential est accusé d'avoir peut-être contribué à aggraver l'ampleur de la Pandémie de Covid-19 aux États-Unis en continuant à expulser des locataires vulnérables, tout en refusant des locations à d'autres, ce qui augmentait le nombre de sans-abris au moment même où les CDC et le gouvernement demandaient aux gens de se confiner chez eux et de télétravailler.

## Histoire

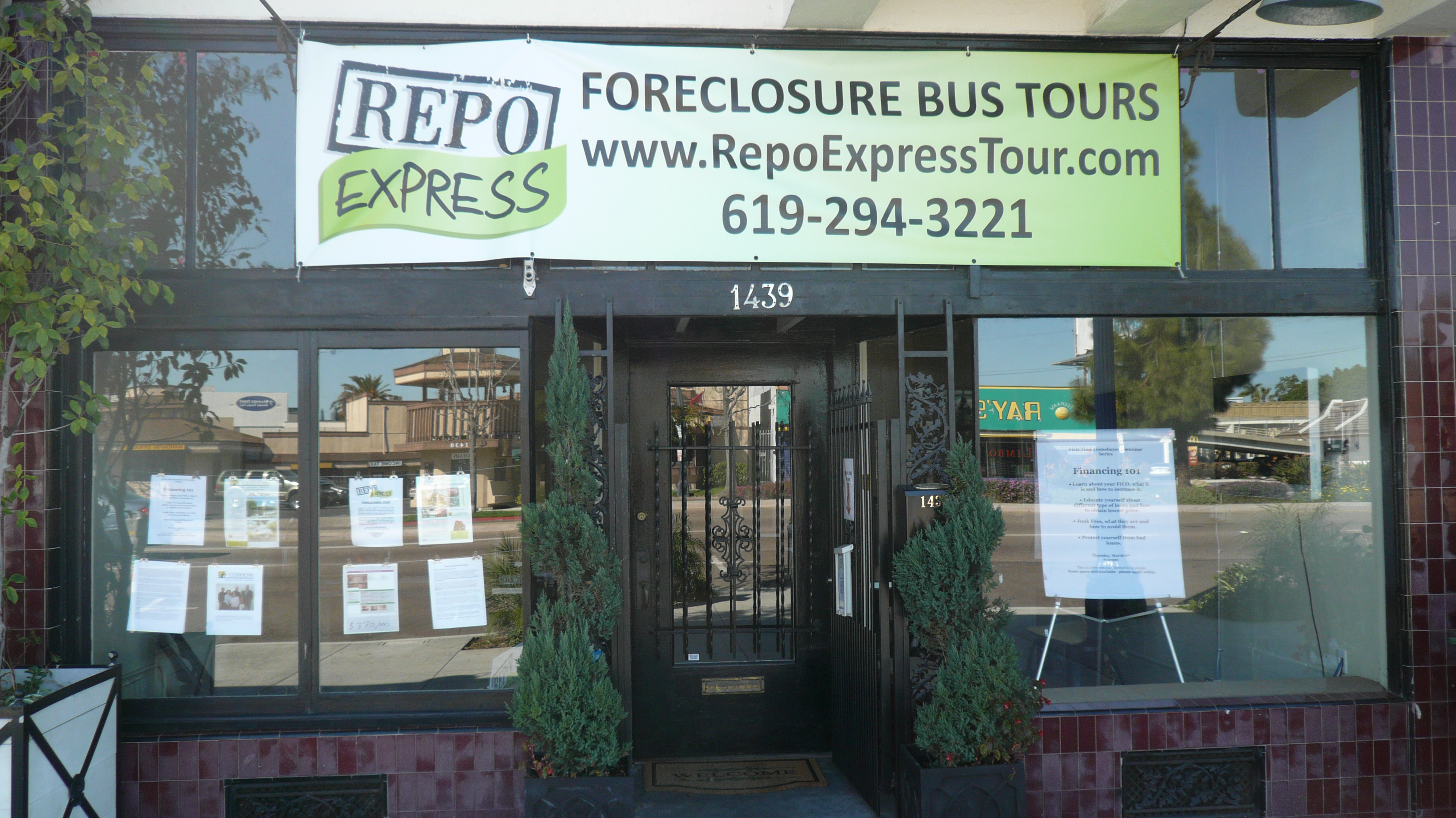
Annonce de tournées en bus permettant de voir dans la ville de San Diego des maisons mises aux enchères après avoir été saisies parce que (dans le contexte de la crise des hypothèques, de la crise des subprimes puis de la crise de 2008) leurs occupant ne pouvaient plus payer leurs traites de remboursement d'emprunt et/ou leurs loyers.

Cette société a été créée en 2012 aux États-Unis par Donald R. Mullen (ancien banquier de Goldman Sachs) avec Curtis Schade, dont Mullen a été collègue quand il travaillait chez Bear Stearns, avant que Schade ne devienne directeur de l'exploitation du fonds spéculatif Pinebank Asset Management puis coprésident de Progress. Pour se lancer plus rapidement, Mullen a fait acheter par Fundamental REO l'un de ses concurrents (Empire Group LLC, basé à Scottsdale, en Arizona, qui avait déjà acheté plus de 1 100 maisons dans la région-clé de Phoenix. Mullen acquiert aussi au Nevada (dans le Comté de Clark) et en Arizona (dans le Comté de Maricopa) au moins trois titres à Affordable Housing Partners LLC (selon son site Internet, cette ONG, crée en 2012 par un courtier et gestionnaire immobilier, Joseph W. Prestia, aidé de Charlotte Wright, avait comme objet d'acheter des maisons pour les louer ou les vendre à prix abordables à des personnes ou familles dans le besoin ou ayant un mauvais score de crédit).
Progress Résidentiel fait déjà face à une intense concurrence : selon les statistiques de CoreLogic, ses concurrents ont acheté 30 % des maisons saisies à Miami en 2012, 23 % à Phoenix et 19 % à Las Vegas, et le nombre de maisons saisies mises en vente, après une forte hausse commence à décliner ; Mullen crée son équipe d'acquisition en interne mais, au début, sous-traite la gestion de ses maisons ; et il commence donc par acheter 2500 maisons en une seule opération (soit "la plus grande transaction faite dans le domaine de l'immobilier" selon Justin Berman, ancien banquier de Goldman Sachs, devenu PDG de Berman Capital Advisors, un cabinet gestionnaire de fortune basée à Atlanta), immédiatement démenti par Blackstone (groupe créé par des anciens de Lemon Brothers) annonçant avoir acheté 24 000 maisons destinées à la location en 2012 (pour plus de 4 milliards de dollars). Bloomberg notant que Fundamental REO (nom sous-lequel opérait alors Mullen) était pour cette opération soutenu au moins jusqu'à 100 millions de dollars de capital venus de Goldman Sachs, d'employés de l'entreprise et d'investisseurs privés voulant rester anonymes. Et 9 ans plus tard (fin 2021) cette société détenait un portefeuille d'environ 75 000 maisons aux États-Unis, faisant de son patron l'un des plus grands propriétaires privés de maisons au monde.
En janvier 2021, Pretium Partners (maison-mère de Progress Residential) s'est rapproché de la société de capital-investissement « Ares Management » pour coacheter « Front Yard Residential », ce qui a permis à Progress Residential qui détenait déjà un portefeuille total de 55 000 logements locatifs de devenir le second plus grand propriétaire et exploitant de maisons unifamiliales locatives aux États-Unis (via l'acquisition de Front Yard Residential qui possédait alors plus de 12 000 maisons) [Ares Management Corporation (NYSE : ARES) est l'un des plus grands gestionnaires mondiaux d'« investissements alternatifs » du domaine du capital-investissement dans l'immobilier, « avec 179 milliards de dollars d'actifs sous gestion au 30 septembre 2020 avec plus de 1 400 employés opérant en Amérique du Nord, en Europe et en Asie-Pacifique »].
Progress Residential est critiqué pour manquer d'humanité à l'égard de nombreux propriétaires en difficulté de paiement, pour sa discrimination à l'égard des candidats-locataires, et pour ses nombreuses expulsions pour impayés de loyers ; l'entreprise serait aux États-Unis la 3e pire entreprises de propriétaires (en termes de nombre d'expulsions en 2020-2021, alors que le moratoire des CDC interdisait toute expulsion en période pandémique, où le gouvernement et les CDC demandaient aux gens de rester chez eux, dans toute la mesure du possible).

## Règlement et loyer relatif aux animaux de compagnie et aux «animaux d'assistance» et de «soutien émotionnel»
Selon la version 2021 du règlement relatif aux animaux de compagnies, hormis les animaux venimeux et le bétail (« porc ventru y compris »), tous les animaux sont acceptés dans la maison, mais ils doivent être déclarés nominalement.
« Des frais d'animaux non remboursables d'un montant de 300 $ par animal non-en-cage seront facturés avant l'emménagement. De plus, un loyer mensuel de 35 $ par mois, par animal non maintenu dans une cage, sera ajouté à votre loyer » précise Progress Residential.
Aucuns frais supplémentaires ne sont demandés pour un animal de soutien émotionnel ; mais ce dernier doit alors être au service d'une personne handicapée : le locataire doit fournir une preuve (justificatif émis par un fournisseur de soins de santé qualifié) et « fournir les pièces justificatives appropriées qui incluent un avis selon lequel : 1) le demandeur a une déficience physique ou mentale ; et 2) que l'animal est nécessaire parce qu'il fournit un soutien émotionnel thérapeutique pour soulager un symptôme ou un effet du handicap du demandeur, et pas simplement en tant qu'animal de compagnie » ; ces données personnelles doivent être téléchargées sur la plateforme en ligne de Progress Residential. Un chien d'assistance doit avoir été entraîné à effectuer des tâches spécifiques, et pouvoir aider à lutter contre un handicap.

## Options technologiques
Moyennant des frais supplémentaires, un programme, dit Smart Home, propose à certains clients une application permettant de contrôler à distance (via un smartphone) le chauffage, l'éclairage, la climatisation et de voir qui sonne à la porte. D'autres options sont la serrure intelligente, le thermostat intelligent, un capteur de mouvement intérieur, une sonnette vidéo, des interrupteurs intelligents et des capteurs de contact.

## Modèle économique

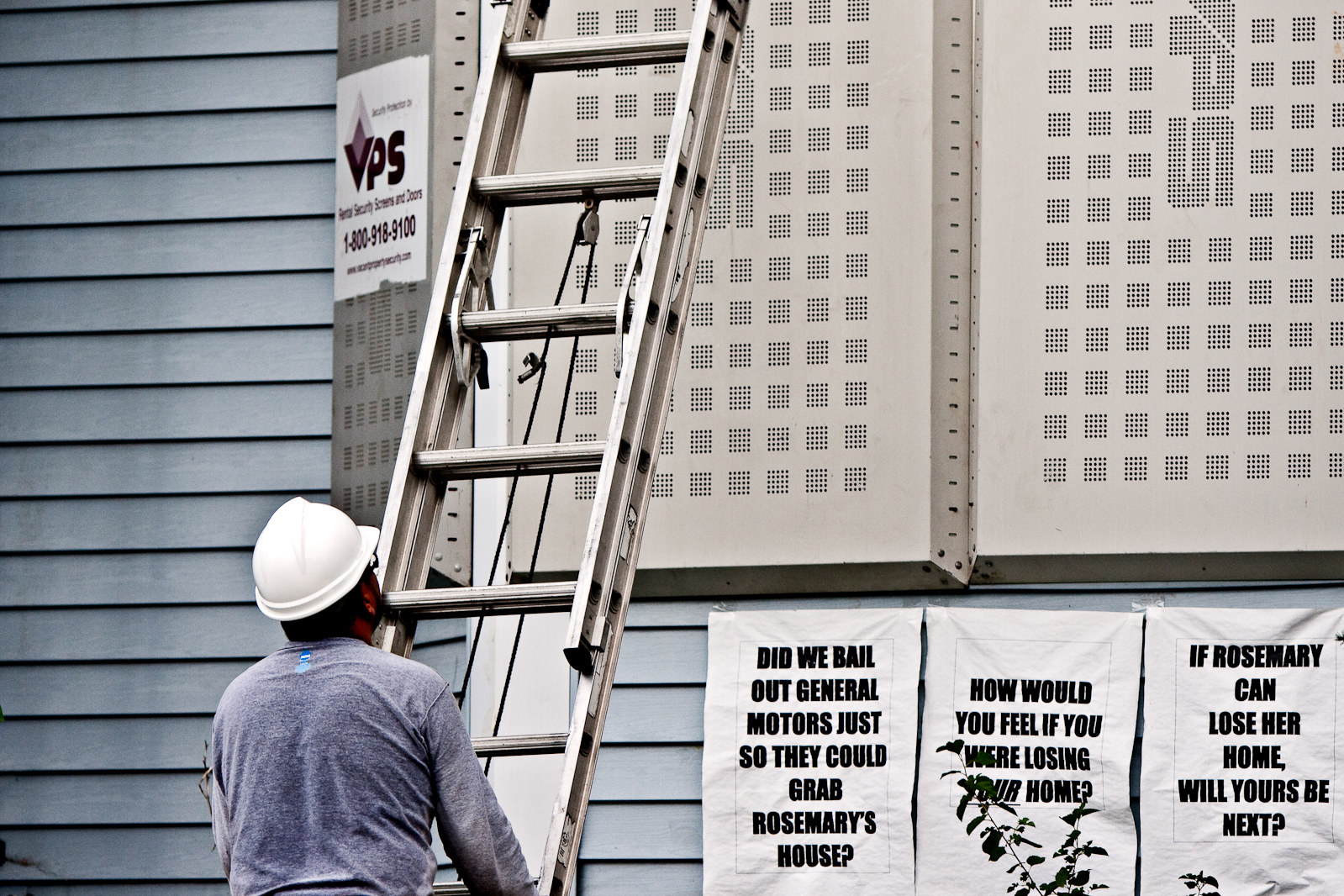
En septembre 2009, obturation des fenêtres par des plaques d'acier, après que la police locale ait expulsé Rosemary Williams de sa maison, au sud de Minneapolis. Sur les affiches scotchées sur le mur, on lit Comment vous sentiriez vous si vous perdiez votre maison ? / Si Rosemary peut perdre sa maison, serez-vous le prochain ?

Ce modèle économique est celui du cofondateur de l'entreprise, Donald Mullen. Il reproduit la stratégie qu'il avait mis au point avec quelques-uns de ses collègues ayant compris qu'un effondrement du secteur immobilier privé aux États-Unis devenait la conséquence inéluctable de la « spéculation sur les supprimes ». Un premier abcès avait crevé en 2006, avec le krach des prêts hypothécaires à risque aux États-Unis. Mais avant d'être révélée au monde (en février 2007), avant que la crise ne se généralise à la presque totalité du monde en 2008, Mullen, qui était alors cadre supérieur dans la banque d'investissement Goldman Sachs a fait partie du groupe qui a décidé — à l'insu des investisseurs de cette banque — de miser sur l'effondrement des marchés en pariant contre les hypothèques titrisées, dans le cadre du marché des titres adossés à des créances hypothécaires, marché que Mullen connaissait bien puisqu'il en était le responsable chez Goldman Sachs. Mullen a ainsi fait fortune, et à fait gagner beaucoup d'argent à sa banque, pendant que leurs concurrentes s'effondraient en série ou survivaient grâce à des aides massives de la part d'États et de banques centrales.
Ce « modèle » ensuite baptisé à Wall-Street The Big Short (« le grand court-circuit ») est basé sur un profit opportuniste, tiré du surendettement qui a piégé un grand nombre d'américains dans un cercle vicieux de crédits garantis par hypothèque.
Mullen et ses partenaires l'ont repris et adapté pour le secteur de la location immobilière. En créant conjointement Pretium Partners et Progress Residential (quelques autres entreprises faisant de même) ils ont commencé à créer dans les zones résidentielles des conurbations les plus recherchées du pays, un nouveau marché captif de la location. Un grand nombre de locataires y sont contraints de louer, car appauvris par la crise dans un premier temps, et ensuite confronté à un bond du prix des maisons. Dans ces régions, les locataires pouvaient autrefois négocier avec une multitude de loueurs, ou les prix pouvaient être a priori régulés par la loi de l'offre et de la demande. Aujourd'hui, ils se retrouvent face à quelques méga-loueurs (ex : Blackstone Group LP (BX) ; Colony Capital LLC ; puis Progress Résidentiel/Pretium Partners) qui préemptent les maisons à vendre les plus intéressantes, qui expulsent rapidement les locataires payeurs en difficulté, et qui achètent toujours plus de maisons.
La transition vers ce marché contraint a pu s'enclencher en profitant de l'effondrement des prix des maisons au moment de la crise, associé à un choix inédit de maisons récentes à vendre (parmi les centaines de milliers de maisons saisies à la suite de la crise des supprimes). Une présentation de Goldman Sachs obtenue par Bloomberg montre qu'en 2012-2013, la stratégie affichée par Mullen auprès de ses investisseurs était de faire acheter par Progress Résidentiel des milliers de maisons, qu'il était alors prêt à payer 70 000 $ à 190 000 $ pièces, pour ensuite les louer 900 $ à 1 950 $ par mois, profitant au passage d'une fiscalité avantageuse pour les revenus de la location. Depuis (en 2021), avec quelques avec quelques autres méga-loueurs, Progress Résidentiel continue à acheter des maisons, préférentiellement dans des zones géographiques immobilièrement les plus attractives (à forte croissance de l'emploi, avec des écoles réputées de qualité et une faible criminalité selon les documents de marketing), et destinées à des locataires potentiels (nombreux et contraints de louer puisqu'expulsés de leur précédente maison et alors trop pauvres pour racheter une maison ou obtenir de nouveaux prêts). Le calcul était que les grands loueurs pourraient ensuite faire augmenter leurs loyers (et frais annexes demandés aux locataires), pendant que les achats de nouvelles maisons par le groupe augmenteraient la valeur de ses actifs immobiliers (aux yeux des investisseurs), permettant ensuite la vente d'obligations adossées à des revenus locatifs pour financer encore plus d'achats de logements.
Des ONG et observateurs dénoncent des contrats iniques (évoquant parfois ceux des marchands de sommeil), des pressions injustes et injustifiables, un harcèlement des locataires en difficultés. ces méga-loueurs cherchent selon eux à minimiser leurs coûts d'entretien et de gestion, à maximiser les loyers et les frais, pour satisfaire les détenteurs d'obligations. Ils s'épanouissent dans un système dérégulé, mais socialement dangereux, mettant à la rue et au ban de la société un grand nombre de personnes rendue insolvables. Ceux qui ne peuvent plus payer sont simplement expulsés et remplacés par d'autres.

## Notation financière
Fin 2021, l'agence de notation Moody's a attribué à Progress Residential des notations définitives pour 4 classes de certificats adossés à un prêt à taux garanti par des hypothèques sur 3 836 propriétés locatives unifamiliales (titrisation : Progress Residential 2021-SFR10 Trust, de 823 472 000 $ adossée à un seul prêt garanti par ces 3 836 propriétés de location unifamiliale (SFR), déposée par Midway Depositor 1, LLC.

## Apports des Pandora Papers
En décembre 2021, Progress Residential (et sa maison-mère Pretium Partners) apparaissent dans les révélations faites par l' enquête journalistique de ICIJ collaborativement conduite avec le Washington Post et le Toronto Star à partir des Pandora Papers. Cette enquête intègre aussi l'analyse de témoignages de locataires et d'anciens employés de ces sociétés.
Contrairement aux assertions publiquement et régulièrement faites par Progress Residential et Pretium Partners, les documents internes de ces entreprises montrent qu'elles n'ont aucuns objectifs sociaux ni ne s'intéressent au bien-être de leurs locataires, mais que leur seul objectif était de faire du profit en augmentant les performances des investissements, le taux de rendement, y compris mesuré par des approches de type CIPM (Certificate in Investment Performance Measurement).
Les Pandora Papers ont aussi permis d'identifier trois gros investisseurs de Pretium Partners et donc indirectement de Progress Residential (noms qui ne semblaient pas avoir jamais été publiées par l'entreprise), qui ont tous trois financièrement profité du krach immobilier américain des années 2000. Il s'agit notamment de :
- Vikrant Bhargava (magnat des jeux d'argent en ligne) ;
- le Canadien Stephen Bronfman[15], l'un des principaux donateurs politiques du Canada, et notamment premier collecteur de fonds du premier ministre libéral Justin Trudeau, fils et héritier du milliardaire Charles Bronfman et du groupe de spiritueux Seagram, financeur d'une fiducie (Kolber Trust) basée aux îles Caïmans (paradis fiscal)[16].

### Le rôle de la société-mèrePretium Partners
Les Panama Papers ont permis (en 2021) de démontrer le rôle majeur de Pretium Partners (basée à New York, cofondé en février 2012 par Mullen et Curtis Schade en même temps que Progress Residential) et de sa stratégie d'investissements dits alternatifs.

### Stratégie et philosophie commerciales
Progress Residential met en œuvre un plan stratégique défini au sein de sa maison-mère Pretium Partners, par Don Mullen, fondateur et PDG de Pretium, où selon le site internet de l'entreprise, « il dirige la société et est chargé de veiller au respect de sa philosophie d'investissement, de communiquer étroitement avec les clients concernant les produits et les stratégies, et de contribuer son expérience aux décisions stratégiques concernant les investissements et la direction de l'entreprise ».
Cette stratégie est principalement déclinée par Progress Residential dans les zones périurbaines de la « ceinture de soleil des États-Unis » (zone particulièrement recherchée par les classes moyennes, notamment au moment de la pandémie qui a incité ceux qui le pouvaient à quitter les centres-villes denses et à télétravailler).
Il s'agit d'acheter, aussi vite et aussi peu cher que possible, des dizaines de milliers de maisons unifamiliales pour ensuite les restaurer et les louer à des Américains trop pauvres pour acheter une maison ou ne le souhaitant pas, ou déjà lourdement endettés et/ou sans accès au prêt sur hypothèque. Dans un premier temps, c'étaient essentiellement des maisons saisies pour impayés de loyers, rachetées par milliers, à bas prix (en 2013, les prix de ces maisons étaient 29% inférieurs à ceux d'avant la crise des subprimes, en 2006). C'étaient aussi des maisons mises aux enchères ou en vente, souvent achetées cash, avant même qu'elles aient eu le temps d'être vendues aux clients normaux. C'est ainsi que Progress Residential est devenu l'un des plus grandes entreprises propriétaires et gestionnaires de maisons individuelles louées aux États-Unis.
En 2021, ensemble, ces trois entités commerciales et financières (Pretium Partners, Progress Residential et Front Yard Residential) font partie aux États-Unis, de celles qui ont sciemment le plus profité de la longue vague de saisies et expulsions causées par la crise des subprimes puis la crise de 2008. L'ICIJ, se basant sur les Pandora Papers, dénonce une stratégie cyniquement prédatrice, rappellent qu'en 2008, un record a eu lieu, avec plus de 3 millions de logements saisis par les banques et autres prêteurs en 12 mois. Les maisons pavillonnaires acquises par Progress Residential (et d'autres groupes du même type) sont maintenant louées à des familles qui n'ont pas (ou plus) les moyens d'acheter des maisons, même « d'entrée de gamme ». 
Les maisons recherchées étaient (et sont encore en 2021) celles construites au cours des 15 dernières années, vendues entre 70 000 $ et 190 000 $, et préférentiellement situées dans les parties plutôt suburbaines de la « ceinture du soleil » (« U.S. sunbelt) » Le rythme d'achat de ces maisons par Progress Residential a atteint environ 2 000 maisons par mois.
Ceci a été rendu possible, à relativement peu de frais, par un algorithme de recherche de propriétés à vendre et un système d'offres d'achat rapide (maison payée cash si cela peut accélérer le processus de vente) ; Début 2017, Progress Residential avait déjà acquis plus de 20 000 logements dans 14 marchés clés, avec en 2016 une hausse des nouveaux loyers de 5 % et de 4 % annoncés pour 2017). En 2016, 95% des dizaines de milliers de maisons devenues propriétés de Progress Residential étaient louées et rapidement relouées après le départ ou l'expulsion de certains locataires.
L'étude des Pandora Papers a mis en évidence un plan d'affaires sciemment construit pour tirer profit du krach immobilier américain des années 2000. Ce krach a mis en faillite ou défaut de paiement des millions de propriétaires américains conduisant souvent à la forclosure, c'est-à-dire à un grand nombre de saisies de maisons individuelles destinées à rembourser les créanciers (banques ou autres prêteurs). Cet afflux de maisons sur le marché, combiné à un appauvrissement économique des classes pauvres et moyennes, a empêché ces dernières d'acheter des maisons, tout en maintenant des bas prix de vente. Pretium, au travers de Progress Residential visait préférentiellement des maisons construites au cours des 15 dernières années et dont le prix se situait entre 70 000 $ et 190 000 $. Ils avaient prévu d'en acheter des dizaines de milliers dans les parties plutôt suburbaines de la « ceinture du soleil » (« U.S. sunbelt) », ce qu'ils ont fait et continuent de faire, pour ensuite louer ces maisons à des familles ayant perdu leur logement ou qui ne pouvaient plus prétendre à un prêt hypothécaire.
De par ses moyens, algorithmiques notamment, Progress Résidential a une « position concurrentielle forte », pouvant supplanter la plupart des autres acheteurs « d'entrée de gamme », grâce à des offres d'achat conclues en quelques heures souvent, avec paiement cash et en surenchérissant s'il le faut sur les offres des familles cherchant une maison. Progress fait partie des quelque méga-acheteurs de maisons pavillonnaires, dont une étude universitaire (basée sur l'analyse de plus de 70 000 ventes de logements unifamiliaux) a montré que, soutenus par de grands investisseurs immobiliers, ont toutes les liquidités nécessaires, et un pouvoir de négocier sans comparaisons : dans les années 2010, toutes choses égales par ailleurs, ils achetaient environ 10 % moins cher qu'un acheteur individuel (l'équivalent d'une maison gratuite pour 9 achetées). Ces maisons sont ensuite rénovées et louées ; notamment proposées à ceux qui n'ont pas pu les acheter ou qui ne peuvent plus les acheter. Ainsi dans une même rue sur 32 maisons existantes, 19 ont été achetées par Progress Residential en 6 ans ; et selon l'évaluateur immobilier du Comté, « près d'une maison sur dix appartient désormais à une fiducie de placement immobilier, et ces investissements font grimper les prix des maisons ». En 5 ans (de 2016 à 2021) les prix de location de l'immobilier individuel ont bondi de plus de 30 % dans cette région.
Progress Residential, et d'autres groupes d'investissement immobiliser tendent ainsi à construire une position monopolistique face aux familles de classe moyenne souhaitant habiter dans le pavillon de banlieue, qui se voient imposer selon l'ICIJ des hausses de loyer injustifiables et injustes, des services de mauvaise qualité en termes d'entretien, et des frais excessifs (y compris des frais d'expulsion). À titre d'exemple, fin 2021, dans le comté de Rutherford (Tennessee), après que des fiducies de placement immobilier aient inondé le marché locatif, en supplantant les acheteurs « d'entrée de gamme, le comté s'est retrouvé « classé au cinquième rang des comtés américains les moins abordables pour les acheteurs de maisons lorsqu'on considère les salaires dans la région, selon la société de données immobilières ATTOM Data Solutions ».
En effet, selon des documents jusqu'alors non divulgués et selon les témoignages d'anciens employés et les locataires habitant dans des maisons qu'ils louent à Progress Residential, « l'entreprise est lente à répondre aux demandes de maintenance mais rapide à facturer des frais » et elle n'hésite pas à réclamer des pénalités, à expulser ; au profit des riches actionnaires et investisseurs du monde entier, et au détriment de ceux qui espèrent accéder à la propriété à coût raisonnable mais se retrouvent face à des hausses de loyer injustes, une mauvaise qualité de logement, et des frais d'entretien et autres excessifs.

## Conditions (financières notamment) de location
Progress Residential exige de tout candidat à une location un « rapport de crédit » (notation de crédit et de revenu...). Ces données personnelles sont destinés à vérifier la solvabilité du demandeur), mais elles ne se limitent pas à l'individu ; Progress Residential demande aussi un état des revenus combinés de toutes les personnes du ménage candidat (somme devant être « au moins égal à 3 fois le loyer mensuel »). Ces données et les « antécédents de crédit vérifié » sont entrés dans un modèle de notation des demandes, pour en déterminer l'admissibilité. « Les retards de paiement, les recouvrements et les radiations seront notés négativement (...). Les faillites ouvertes entraîneront un refus automatique ». Dès qu'il y a plus d'un candidat dans le groupe de candidats, « la cote de crédit de chaque candidat sera calculée en moyenne.
Si un demandeur de location est refusé par Progress Residential en raison d'antécédents criminels, d'antécédents de location (défaut de paiement de loyer) et/ou d'un casier judiciaire, ce refus entraîne celui de l'ensemble du groupe souhaitant emménager dans la maison avec lui ».
Un solide garant est demandé aux candidats ne remplissant pas les conditions de revenu ou de crédit de l'entreprise. 
Pour ce garant (comme pour le locataire), ses antécédents de location et son éventuel passé 'criminel' seront vérifiés ; et en cas d'Expulsion au cours des sept dernières années ou de dette impayée/jugement envers tout propriétaire antérieur, la location sera refusée par Progress Residential (sauf preuve de jugement satisfait). 
Dans ce pays très judiciarisé où le taux d'emprisonnement est le plus élevé au monde (25 % des prisonniers de la planète pour 5 % de la population mondiale en 2015), le locataire doit fournir la preuve qu'il n'a pas été en prison dans les 3 ou 5 dernières années (selon la gravité du crime ou délit). Et si un résident ou occupant est reconnu coupable d'un crime ou d'une infraction figurant dans une liste fournie par Progress Residential sans l'avoir signalé, il pourra être « soumis à la confiscation des frais de demande de bail ou à l'expulsion, si la condamnation survient après l'emménagement ». Si le demandeur figure sur une liste de l'OFAC Office of Foreign Assets Control), la location lui est automatiquement refusée.
Beaucoup de maisons appartenant à Progress Residential et mise en location par lui, font aussi partie d'un Syndicat de copropriété de type HOA (Homeowner association, c'est-à-dire copropriété, lotissement/quartiers ou condominiums plus ou moins fermés, qui peuvent parfois surimposer leurs propres processus, règlements et critères d'approbation des résidents et des baux) ; dans ces cas, la demande de bail est aussi soumise par Progress Residential à l'approbation du HOA.

## Gestion/protection des données personnelles
Progress Residential, pour évaluer ses candidats à la location, récolte sur eux de nombreuses données personnelles. Ces données proviennent d'abord de leur demande de location, puis d'autres sont « obtenues à la suite de l'autorisation donnée par le demandeur ». L'entreprise s'engage à ne pas les vendre ni les distribuer à des tiers, mais dit les conserver pour le futur, afin éventuellement de les utiliser « pour décider de louer ou non au demandeur et à toutes autres fins relatives à tout futur contrat de location entre les parties ».
Par exemple le candidat à la location doit donner son numéro de sécurité sociale et de Permis de conduire, des informations sur son travail, ce qu'il gagne et paye comme impôts, son passé judiciaire (exemple de case à cocher : « Avez-vous déjà été expulsé pour une raison quelconque ? Oui Non ; Avez-vous déjà été condamné pour un crime ou un délit ? Oui Non ; Veuillez expliquer toutes les réponses « Oui » et inclure les dates et le lieu de l'expulsion/condamnation) », etc. Il doit aussi donner l'identité précise de tous ses enfants si ces derniers doivent habiter dans la maison, sachant que « chaque occupant âgé de 18 ans ou plus doit remplir une demande de location distincte », demande qui - de fait - autorise l'entreprise à collecter et stocker certaines données personnelles sur lui et ses proches (le demandeur d'une location signe en précisant : « J'autorise par la présente Progress Residential à obtenir un rapport de consommation, et toute autre information qu'il juge nécessaire, aux fins d'évaluer ma demande de location ». Fin 2020, rien qu'en comptant les résidents des locations remplies, ce sont donc les données de 200 000 personnes environ qui sont stockées dans la plateforme informatique unique de Progress Residential.

## Controverses, accusations

### Accusation de cynisme
L'entreprise ne cache pas sa volonté de s'enrichir à la manière des fonds vautour, en profitant des faillites individuelles et de la crise, ce qui n'est pas illégal.

### Accusations d'opacité
L'anonymat de la plupart de ses investisseurs a à peine été dévoilé par les documents des Pandora Papers.
Seuls trois d'entre eux y sont désignés, figurant tous parmi les personnages ayant volontairement profité du krach immobilier américain, dont :
- Stephen Bronfman, l'un des plus puissants donateurs politiques du Canada, héritier de la fortune d'un milliard de dollars des spiritueux Seagram[13] ; ce canadien est le fils du milliardaire Charles Bronfman et héritier d'un milliard de dollars provenant de l'entreprise de spiritueux Seagram, financeur d'une fiducie (Kolber Trust) basée dans le paradis fiscal des îles Caïmans, fiducie qui en 2012 disposait de dizaines de millions de dollars provenant de deux des familles les plus riches et financièrement influentes du Canada Bronfman a été le principal collecteur de fonds du premier ministre libéral Justin Trudeau). Une fiducie des îles Caïmans contenant de l'argent de la famille Bronfman investi dans un fonds qui deviendrait le géant de l'immobilier américain à succès et controversé Pretium Partners. ANDREW VAUGHAN)[16]. Selon le Toronto star, un juriste ayant travaillé pour Jonathan Kolber, a précisé que le Kolber Trust aurait été dissous en 2016 et ses avoirs ont été, selon lui, transférés en Israël[16] ;
- Vikrant Bhargava, magnat des jeux d'argent en ligne, dont l'investissement via une fiducie basée à Singapour est passé de 6,6 millions de dollars à 9,4 millions de dollars en cinq ans. Sa première société, cofondée à ses débuts à la Bourse de Londres, est en 2021 évaluée à 8,5 milliards de dollars[13]. Bhargava a dit n'être que vaguement au courant de son investissement dans le Groupe Pretium/Progress Residential, qui aurait été selon lui réalisé par sa « fiducie familiale » basée à Singapour.

### Accusation d'optimisation fiscale voire de fraude fiscale
Les Pandora Papers ont montré que l'entreprise a fait appel à des systèmes complexes (offshore notamment) pour minimiser l'exposition des investisseurs étrangers à l'impôt américain dû.
Selon une analyse de ces documents faite par des experts fiscaux, la maison mère de Progress Residential (Pretium Partners) a explicitement pris des dispositions juridiques pour protéger ses investisseurs (étrangers notamment) d'une imposition normale aux yeux de la loi américaine :

Les investissements venus de l'étranger étaient versés à un fonds partenarial basé aux îles Caïmans, évitant des déclarations de revenus à faire aux États-Unis. L'argent était ensuite transféré à une entité « contrôlée nationalement » dans le Delaware (où les investisseurs n'ont pas à payer les taxes élevées imposées ailleurs aux étrangers tirant des revenus de l'immobilier américain). Puis l'entité du Delaware finançait des fiducies de placement immobilier (FPI) qui seront les propriétaires des maisons de location aux yeux de la loi (sachant que ces FPI ne sont pas tenues de payer d'impôts sur les revenus tirés de la location).
Interrogé par l'ICIJ sur sa stratégie fiscale, Pretium a déclaré (2021) « nos véhicules d'investissement sont structurés et gérés conformément aux meilleures pratiques du secteur ». Et Bhargava qui est maintenant domicilié au Royaume-Uni a affirmé se conformer pleinement aux lois fiscales pertinentes, ajoutant que les fiduciaires qui gèrent sa fiducie familiale ont choisi d'investir dans Pretium sans que lui-même ait eu accès au produit et que les administrateurs soient informés des impôts que Pretium aurait pu normalement payer aux États-Unis.
Mullen bénéficie lui-même de ces avantages fiscaux, malgré des revenus probablement très élevés : selon les calculs d'Emmanuel Yimfor, professeur adjoint de finance à la Ross School of Business de l'Université du Michigan, d'après les documents disponibles au moment de son analyse, si l'entreprise atteint 17,5 % de rendement prévu, le salaire de Mullen et d'autres gestionnaires de fonds pourrait dépasser le milliard de dollars, or ces bénéfices, présentés comme des « intérêts reportés », ne sont imposés (au taux de gains en capital) qu'à un bas niveau car bénéficiant aux USA d'un allégement fiscal.

### Accusations d'expulsions de locataires, dont durant le moratoire institué en période de pandémie

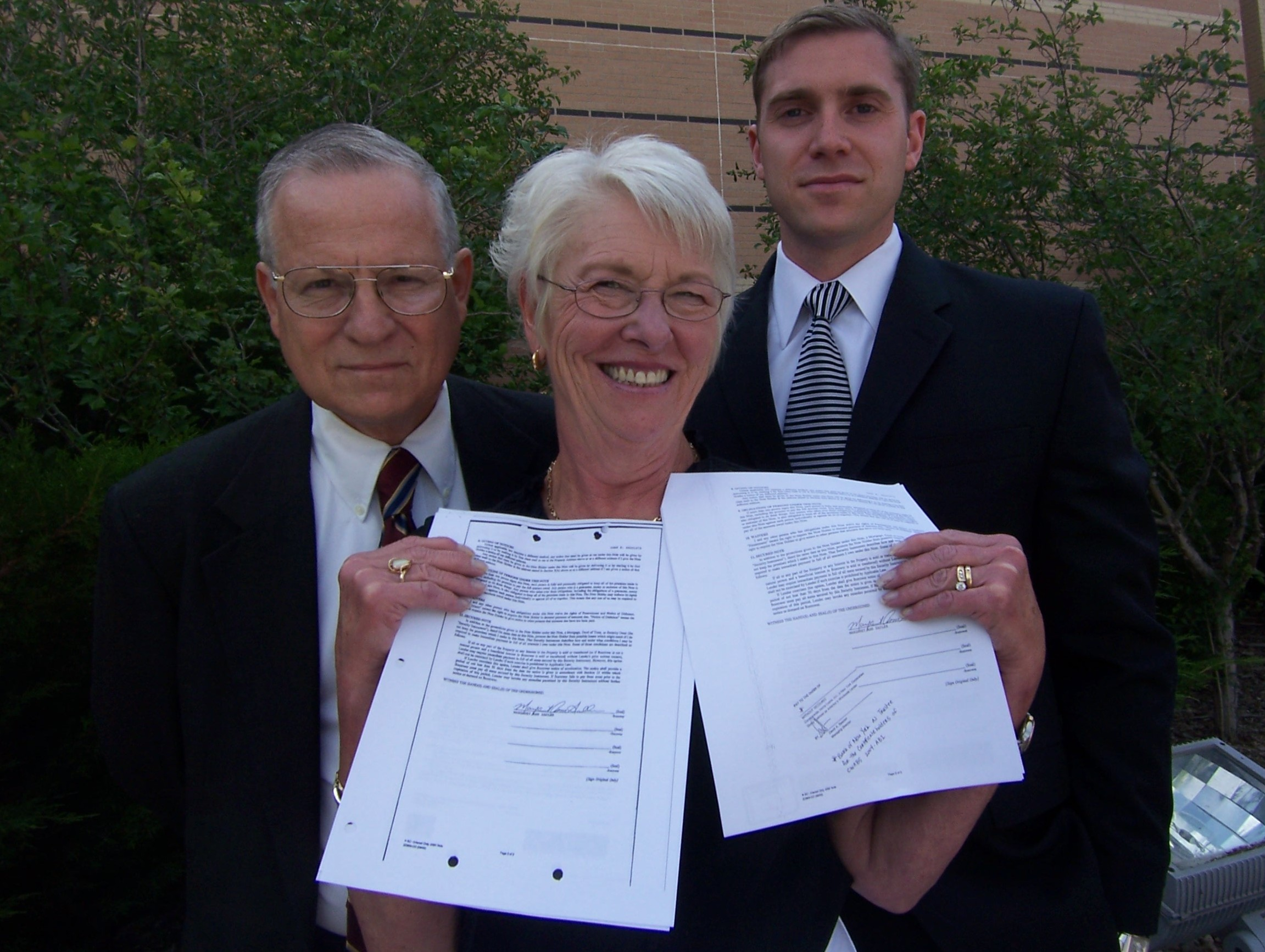
En 2008, Margaret Sadler (qui tient ici dans les mains son ordre d'expulsion pour saisie de sa maison, et un document modificateur), avec ses avocats, qui ont dans ce cas réussi à faire annuler la saisie (le juge du tribunal de district du Colorado a considéré que la Banque de New York n'a pas été en mesure de prouver qu'elle était la véritable partie intéressée).

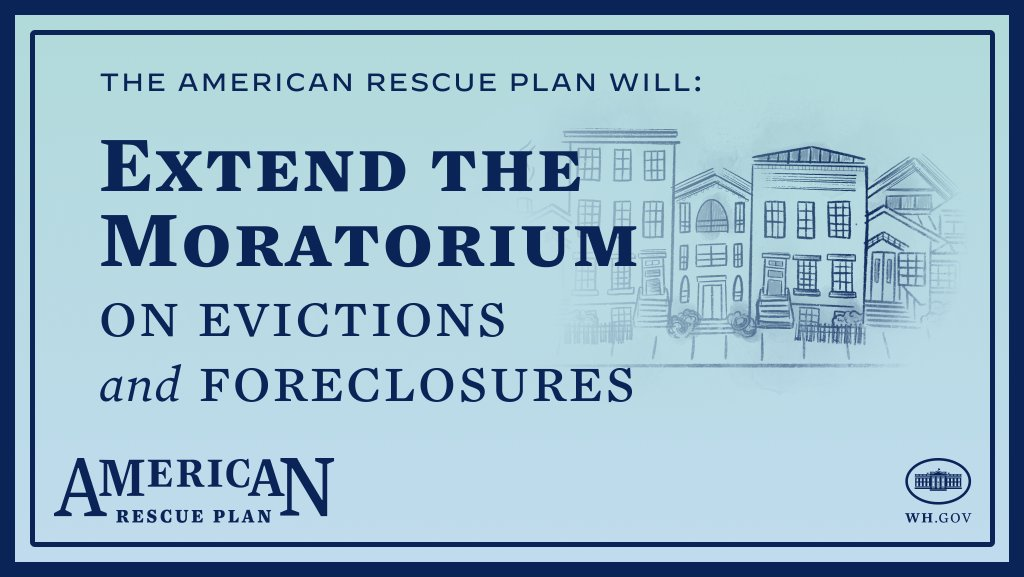
Affichette annonçant la prolongation (face aux conséquences de la crise de 2008) du moratoire des CDC interdisant les saisies de maisons et les expulsions durant la pandémie).
(souvent, ce Plan américain de secours ne sera pas respecté).

En 2020-2021, des chiffres et témoignages vérifiés par des scientifiques et des journalistes, dans plusieurs zones géographiques, ont montré que Progress Résidentiel, à chaque vague de pandémie a continué à expulser et mettre à la rue les locataires en retard de loyers, et ce, en dépit du moratoire imposé par le gouvernement, et dans certains cas même après que les résidents aient demandé par écrit un allégement ou des aides dans le cadre des aides étatiques ou d'ONG. Le même constat a été fait chez certains de ses concurrents : Invitation Homes Inc (INVH.N, 1er propriétaire de maisons unifamiliales aux États-Unis) ; S2 Capital (basée à Dallas) et d'autres riches entreprises de location immobilières.
Non seulement les avis d'expulsions et les expulsions n'ont pas cessé, mais souligne Reuters, ils ont même augmenté dans certaines villes après l'établissement du moratoire du CDC, notamment à Columbus, dans l'Ohio ; Richmond en Virginie et Jacksonville, en Floride (et le plus souvent il s'agissait de personnes de couleur ont souligné des parlementaires et diverses ONG). Ces expulsions ont été appuyées par des juges et les shérifs locaux, souvent alors même que les locataires étaient particulièrement vulnérables, et alors que les sociétés propriétaires ne manquaient pas d'argent ; bien au contraire, certaines ayant même réalisé des bénéfices historiques ces années-là.
En 2021, selon une enquête spéciale publiée par Reuters (le 23 avril 2021), aucune statistique complète existe pour l'ensemble des États-Unis sur ce sujet, mais :
- une étude faite dans seulement 27 comtés de sept États par le Private Equity Stakeholder Project (ONG de Chicago étudiant les impacts sociaux des investissements en capital-investissement a montré qu'entre le début de la pandémie et avril 2021, ces grandes entreprises propriétaires ont déposé près de 70 000 demandes d'expulsion[8] ;
- dans les 27 villes suivies dans le cadre d'un projet de recherche scientifique, le Princeton University Eviction Lab, a trouvé 318 091 familles confrontées à des procédures d'expulsion lors de la pandémie, dont à Phoenix, Milwaukee et Dallas[8].

En 2016 une première alerte avait déjà été lancée par un rapport de la Federal Reserve Bank of Atlanta qui montrait que Colony Starwood (qui sera alors bientôt racheté par Invitation Homes) avait menacé d'expulsion plus de 30 % de ses locataires, alors qu'Invitation Homes faisait de même auprès de 15 % de ses locataires. Selon cette étude de la FED, le meilleur prédicteur statistique de la réception d'un avis d'expulsion était que locataire soit noir. 
Invitation Homes a ensuite répondu avoir beaucoup changé et affirmé que ces données étaient devenues obsolètes et « non pertinentes », ajoutant que la race « n'a aucune incidence sur aucun aspect de l'entreprise ».
Ces faits ont ému ou choqué une grande partie de la population et certains élus, car ces entreprises, parfois financièrement aidées par l'État pour mieux résister à la pandémie, ont en réalité réalisé leurs plus grands bénéfices historiques justement lors de la pandémie (par exemple, Reuters souligne qu'Invitation Homes a battu ses records de gains en 2020 avec 200 millions de dollars gagnés alors que ses taux d'occupation de maisons approchaient les 100 %. Son action a presque doublé en un an, entre mars 2020 et avril 2021.
Et Reuters rappelle que dans de nombreuses juridictions, même si une affaire a été réglée ou classée, elle persiste dans le dossier du locataire, ce qui lui rend souvent ensuite plus difficile l'obtention d'un logement (ou de crédits). En outre, dans certains États, le locataire n'a que peu de chances face aux propriétaires, banques et autres prêteurs. Ainsi en Floride (où les expulsions semblent avoir été les plus nombreuses lors de la pandémie en 2020/2021), le législateur n'a donné aux locataires que cinq jours pour soit payer, soit débarrasser la maison. Une expulsion reste en outre pour toujours une marque infamante inscrite dans les dossiers publics concernant le locataire (même si finalement le juge a décidé que l'expulsion n'est pas justifiée et que le locataire peut rester à son domicile).
Le viol du moratoire expose théoriquement ces entreprises à des amendes pouvant atteindre 200 000 $ par incident – et jusqu'à 500 000 $ si la violation entraîne un décès, mais ces grandes entreprises disposent d'avocats rodés aux expulsions, trouvent parfois un appui auprès des juges. Ainsi en janvier 2021, Progress Résidentiel, a poursuivi la famille Reynolds dans le cadre d'une demande d'expulsion pour plus de 10 000 $ en loyer impayé, frais de retard et autres frais. Et alors que les Reynolds déclaraient au tribunal qu'ils étaient admissibles à la protection assurée par le moratoire du CDC. Progress a contesté cette déclaration, arguant dans un document judiciaire que le moratoire « est une tentative inconstitutionnelle de créer un pouvoir de police général pour le gouvernement fédéral ».
Au printemps 2021, interrogé par la presse, Progress Residential se défendait en affirmant qu'elle et ses sociétés liées « n'ont expulsé aucune personne couverte par une déclaration CDC valide », mais qu'elles « se réservent le droit de procéder conformément à la loi applicable » ; un porte-parole de Progress Residential a imputé le déni de validité du moratoire à un avocat externe avec qui "Progress ne travaille plus" ajoutant que la société n'avait ni approuvé ni examiné de dossier juridique, et qu'elle a «travaillé avec le résident en question pour obtenir une aide locative significative (...) ils sont toujours dans la maison». Fin 2021 le lobby des loueurs américains de maisons unifamiliales affirme que ses sociétés membres ont (au 30 juin 2021) collectivement fourni une forme d'assistance à plus de 80 000 personnes, dont en octroyant des délais de paiement de loyer aux résidents dans le besoin ; en les aidant à identifier des aides possibles (50 millions de dollars auraient ainsi été trouvés) ; en maintenant leur service aux résidents 24h/24 et 7j/7, en permettant des « visites virtuelles de maisons » pour les relouer plus rapidement (sans visites lors du confinement) ; et en offrant des logements sûrs et sécurisés à des familles et individus touchés mis en difficulté par la COVID-19.

### Accusation de discrimination au logement
Dans la présentation que l'entreprise fait d'elle-même sur sa plateforme en ligne, il est écrit :
« Nous célébrons le logement équitable. Nous ne nous contentons pas de suivre les directives en matière de logement équitable, nous les célébrons. La loi sur le logement équitable a été établie dans le cadre de la loi sur les droits civils de 1968 pour protéger les personnes contre la discrimination lorsqu'elles se livrent à des activités liées au logement, comme la location ou l'achat d'une maison. Nos politiques garantissent que toutes les personnes qui demandent à louer l'une de nos maisons sont traitées de manière juste et équitable ».
Mais de nombreux observateurs disent ne pas constater que ces engagements soient réels sur le terrain :
Outre que les critères d'attribution des locations éliminent pour plusieurs années la plupart des personnes ayant purgé une peine de prison (fait très courant aux États-Unis), ce qui est source d'accès discriminatoire au logement, un phénomène jugé préoccupant par diverses études dans ce pays.
Fin mars 2021, à la suite de nombreuses plaintes d'habitants expulsés, et face à de nombreux cas documentés par la presse, le Consumer Financial Protection Bureau et la Federal Trade Commission ont tous deux annoncé l'ouverture d'une enquête sur les pratiques d'expulsion, en particulier pratiquées par les principaux grands propriétaires multi-États, les services de gestion des expulsions et les sociétés de capital-investissement.
Le Congrès a aussi ouvert une enquête pour savoir s'il y a eu viol du moratoire national sur les expulsions en temps de pandémie, et le sénateur Sherrod Brown (D-Ohio), qui préside la Commission sénatoriale des banques, a demandé à Progress Residential d'expliquer pourquoi ses demandes d'expulsion à l'ère de la pandémie semblent avoir pesé davantage sur les communautés à majorité noire (alors que dans l'article 20 du document sur les critères d'éligibilité à la location d'une maison de Progress Résidentiel, ce dernier s'engage « en faveur de l'égalité de logement ; Le propriétaire et ses agents s'engagent à offrir des opportunités de logement égales à tous les candidats à la location, sans distinction de race, de couleur, de religion, d'origine nationale, de sexe, de handicap, de statut familial ou de tout autre statut protégé »).

Selon Reuters (2021) « les principaux grands propriétaires de maisons à louer dans plusieurs Etats forcent les gens à quitter leur domicile malgré les interdictions du gouvernement et/ou avant que les locataires ne soient conscients de leurs droits », sachant qu'en outre « beaucoup de locataires parmi les Américains les plus âgés et les personnes de couleur risquant déjà d'être expulsés sont aussi déjà confrontés à des risques accrus de COVID-19 ». Pour Rebecca Kelly Slaughter (présidente par intérim de la Federal Trade Commission, « la mauvaise conduite des grands propriétaires multi-États et des sociétés de capital-investissement a un impact énorme sur les locataires à travers le pays ».

### Accusation d'accaparementde logements et d'abus de marché

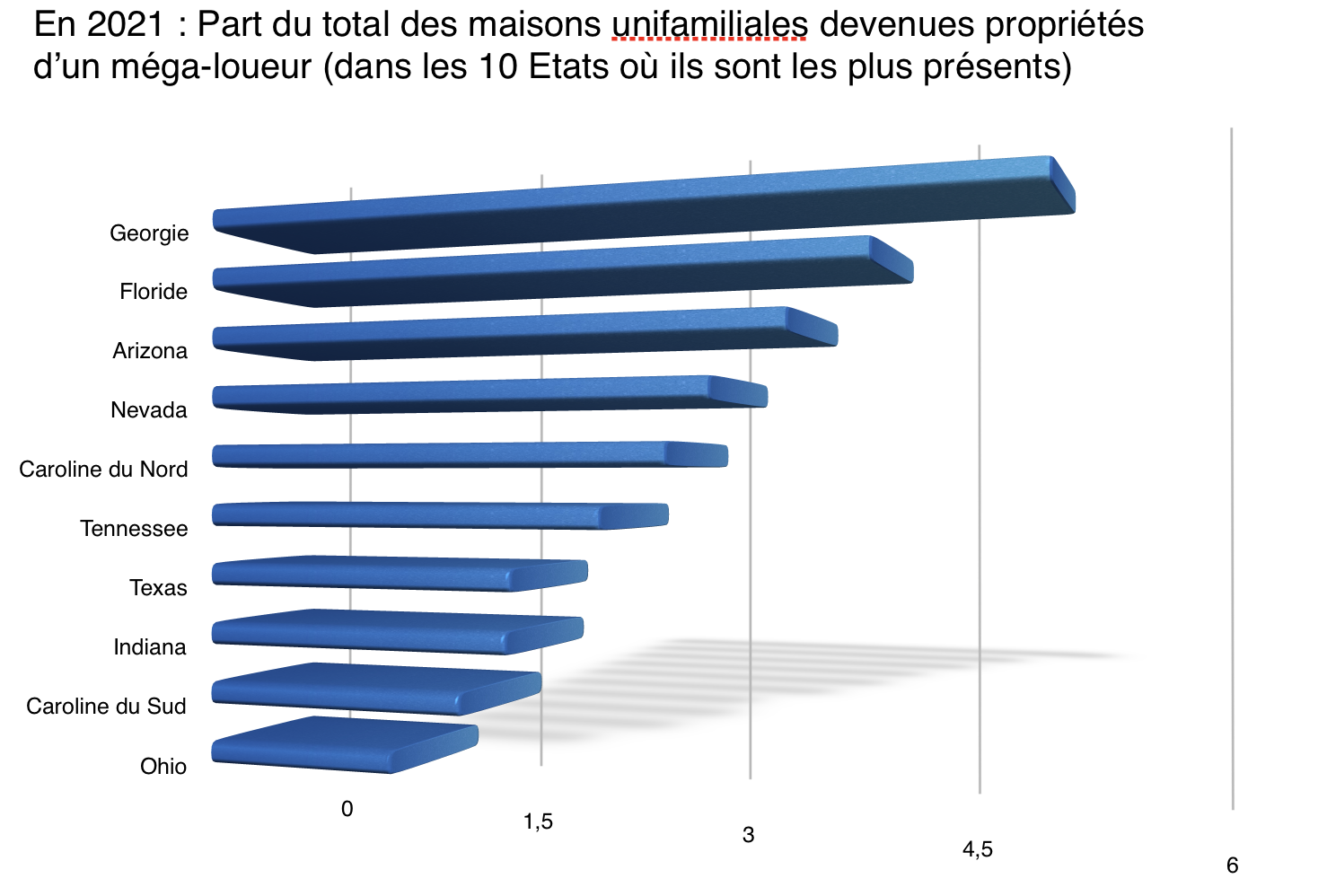
Part du total des maisons unifamiliales louées propriétés d'un « méga-loueur », Progress Résidentiel étant le second d'entre eux (ici dans les 10 États où ces grands propriétaires-loueurs sont les plus présents).
(Unité = %).

Dans la décennie 2010-2020, le marché américain de la location a été une aubaine pour de gros investisseurs qui cherchent à en faire un marché captif, au détriment des locataires. Certains observateurs du marché alertent sur le fait que les grandes entreprises du secteur locatif unifamilial sont dans position concurrentielle anormalement forte.
Bien que certains des méga-propriétaires commencent à peiner à valoriser les maisons qu'ils ont achetées (les prix de vente ont grimpé dans l'après-crise de 2008), les investisseurs spéculateurs pèsent, et de plus en plus, sur le marché du logement, alimentant un phénomène d'accaparement des biens locatifs, voire de rétention de la ressource en maisons uni familiales à loyers modérés (pour rappel : au sens économique du terme, l'accaparement est une manœuvre économique réalisée par un ou plusieurs individus qui accumulent un bien pour provoquer sa raréfaction artificielle et une montée des prix ; et en finance, l'accaparement est une combinaison de spéculation et de manipulation de marché, c'est une des formes d'abus de marché).

En novembre 2021, Redfin alerte sur une nouvelle et anormale financiarisation du marché du locatif aux États-Unis : les investisseurs y représentaient plus de 18,2% des achats de logements (record historique). Ils y ont dépensé 120 000 $ de plus que le prix de vente médian au cours du trimestre, ce qui signe une crise croissante de l'« abordabilité » du logement, locatif notamment. Comme de grands fonds d'investissement (ex : BlackRock), Progress Résidentiel continue à acheter toujours plus de maisons, acceptant même d'en racheter plusieurs milliers à Zillow, apparemment au prix du marché. 
De son côté, en 2021, le lobby de la location de maisons unifamiliales à grande échelle (NRHC) nie que les grands propriétaires accaparent une part significative des maisons, et qu'ils influent réellement sur les prix du marché, car à l'échelle du pays, lors « de la grande récession de 2007-2011, les sociétés de location de maisons unifamiliales ont acheté environ 2 % des maisons vendues par le biais de saisies et de ventes à découvert », et toujours selon le NRHC, en 2020, « les sociétés de location de maisons unifamiliales ont représenté moins de 0,14% des maisons achetées ». Mais le NRHC reconnait des taux plus importants dans les 10 États où les mégaloueurs sont les plus présents (Cf. graphique ci-contre). Et ses détracteurs notent que ces maisons sont justement celles qui étaient les plus recherchées et que grâce à leurs algorithmes et à leurs moyens financiers, les méga-propriétaires éliminaient les citoyens normaux du jeu de la concurrence.

### Contribution à la crise du logement et à la hausse des prix de l'immobilier périurbain

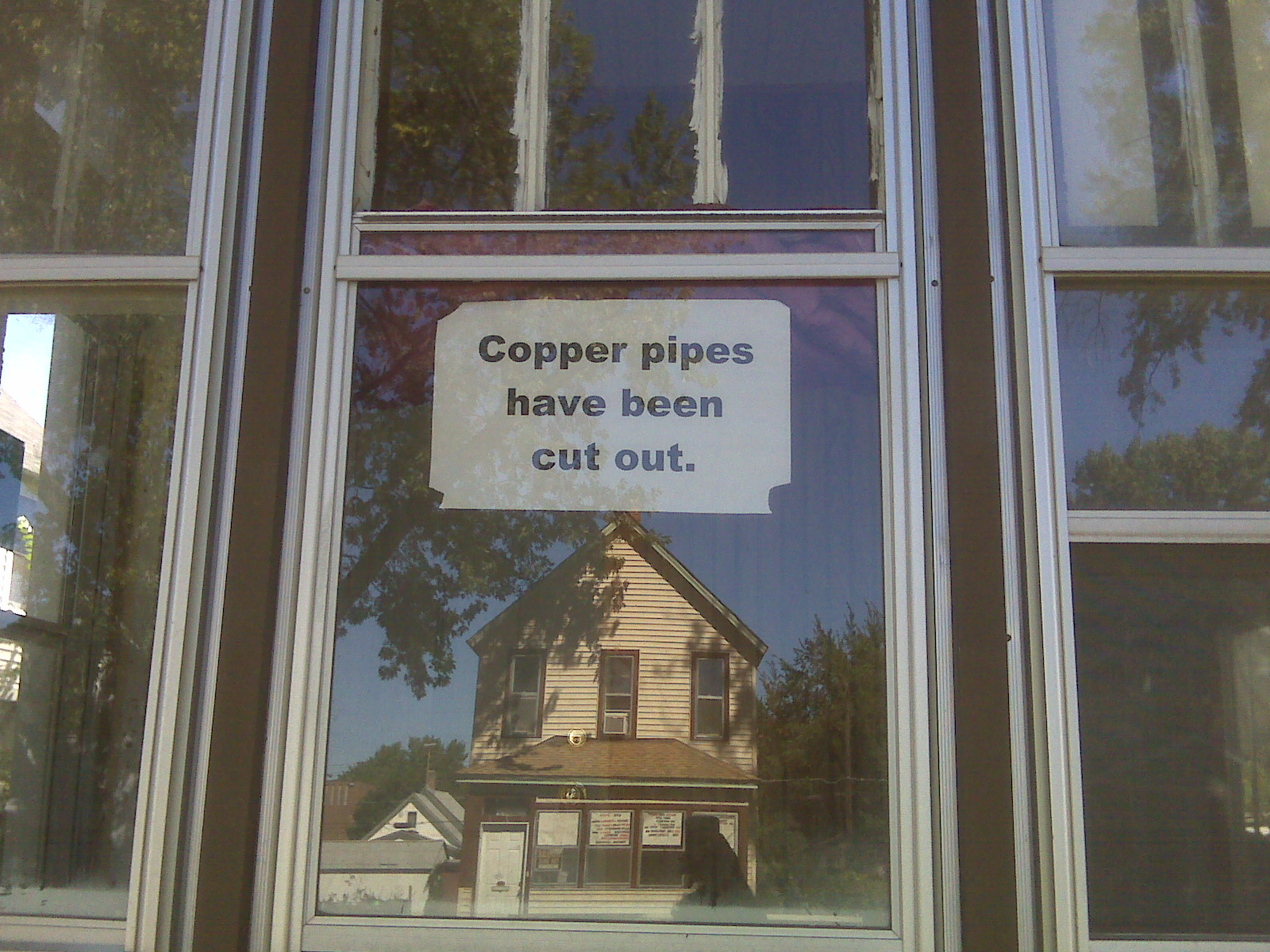
Une affichette fait savoir que les tuyaux de cuivre ont été retirés de cette maison après sa saisie (pour empêcher leur vol)
(photo prise en septembre 2008).

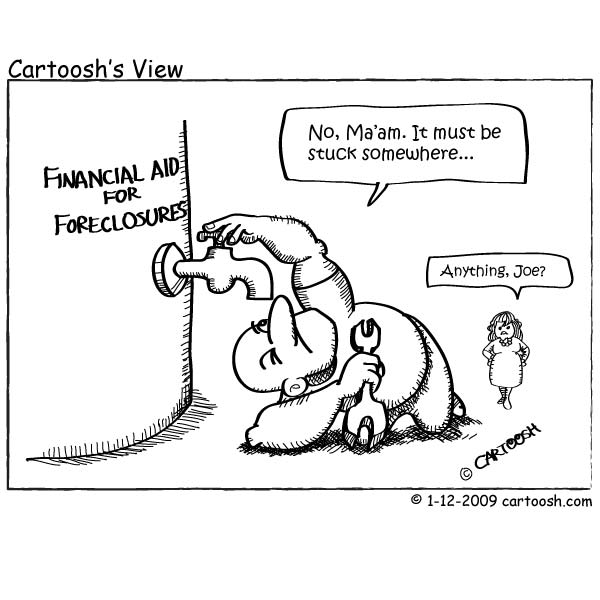
Cartoon (2009 01 12) présentant Joe le plombier, qui n'arrive pas à « ouvrir le robinet » des aides financières mises en place par le gouvernement pour aider les habitants menacés de saisies immobilières à conserver leur logement.

En 2021 plusieurs tendances conjuguent leurs effets : la pandémie encourage le télétravail. Elle désirables les maisons ciblées depuis 2012 par les algorithmes de Progress Résidentiel et ses concurrents. De nombreux Américains plutôt riches choisissant de quitter la ville pour une maison pavillonnaire plus spacieuse avec jardin. Les systèmes de blocage du taux hypothécaire conduisent à des taux hypothécaires records. La vente de maisons habitables diminue et prix des maisons s'envolent (selon Pretium : un Américain moyen occupe sa maison 14 ans en 2021, contre 6 ans en 2005). En conséquence, note Redfin, la demande de résidences secondaires aux USA est en forte hausse, poussant les prix largement au-dessus du niveau « pré-pandémique » (avant 2020) ; conséquemment, même les loyers des maisons les moins chères battent des records.
Les méga-loueurs tels que Progress Residential vendent aussi le rêve américain, celui de la maison pavillonnaire aseptisée, sécurisée et non-mitoyennes. Or ce modèle est celui qui contribue le plus à l'étalement urbain, à la dépendance à l'automobile et à la surexploitation de ressources naturelles, à la destruction de sols agricoles ou forestiers, aux empreintes écologiques, énergétique, eau et carbone les pires pour le logement, et in fine celui qui, globalement, appauvri le plus les Américains : Moody's Analytics a estimé que fin avril 2021, environ 7 millions de locataires américains ne seraient pas en état de payer environ 40 milliards de dollars en loyers, services publics et frais. Sachant qu'en 2019, avant la pandémie, 900 000 ménages environ étaient expulsés chaque année dans le pays, Progress Residential n'a néanmoins pas cessé d'augmenter ses loyers et frais connexes durant cette période.
En 2021, Progress Residential affirme dans un communiqué de ses loyers et ses frais respectent « les normes de l'industrie et les taux du marché ». Et les responsables de Pretium disent « adhérer au moratoire fédéral sur les expulsions et travailler selon les normes éthiques et juridiques les plus élevées ». Pourtant, en décembre 2021, plus de 3 000 personnes ont afflué sur un groupe Facebook créé par et pour les locataires, groupe dénommé Victims of Progress Residential note l'ICIJ.

## Progress Residential, environnement et climat

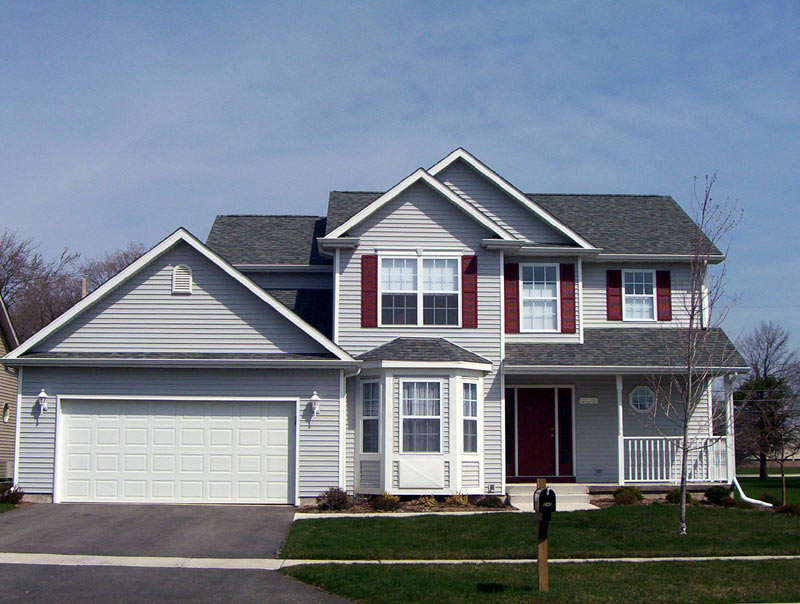
Style de maison typiquement recherchée par les algorithmes de Progress Residential de 2012 à au moins 2021.

Le modèle de la « maison unifamiliale de lotissement » est celui retenu et mis en avant par les illustrations et communications de Progress Residential.
Or, c'est l'un des pires en termes de soutenabilité, car le lotissement contribue à l'étalement urbain, tout en aggravant la dépendance à la voiture individuelle et donc la dépendance au pétrole (le garage, pour au moins deux voitures occupe une grande partie de la surface de la résidence, et la plate-forme de l'entreprise n'encourage pas l'autopartage ni le covoiturage).
Ces maisons non-mitoyennes ne sont généralement pas connectées à un réseau de chaleur, ne disposent pas de panneau photovoltaïque ou thermique, ni de vitrage pariétodynamique, ni d'une isolation thermique très performante, etc.. Elles imposent un chauffage électrique ou au gaz au locataire. Elles sont dotées d'une grande longueur de fils électriques et conduites d'eau, et très souvent de plusieurs salles de bain. Les jardins très engazonnés nécessitent de l'eau, des engrais et un entretien fréquent.
Ce modèle est celui de « Plus de la moitié des logements mis en location aux États-Unis : 23 millions de maisons.
L'entreprise ne propose ni maisons passives, ni maisons écologiques ou aux jardins favorisant la biodiversité, ni mesures compensatoires ou restauratrice, alors que la National Academy of Sciences rappelle que « la consommation d'énergie du secteur résidentiel représente environ 20 % des émissions de gaz à effet de serre aux États-Unis ». Progress Résidentiel est en outre critiquée par des groupes de locataires pour sa lenteur à faire bien réparer les fuites d'eau.
En tant que membre du « National Rental Home Council » (NRHC, organisme créé par les mégaloueurs américains et qui « s'engage (depuis mai 2021) à soutenir et à promouvoir les efforts des entreprises membres pour créer un marché du logement locatif unifamilial plus durable et respectueux de l'environnement »), Progress Residential dit aider ses locataires à avoir un comportement écoresponsable. La NRHC affirme que ses membres font globalement « des investissements importants dans les produits et technologies écologiques pour la maison, les pratiques commerciales durables et les systèmes de gestion de l'énergie résidentielle ». Selon David Howard « En moyenne, les membres de la NRHC investissent plus de 35 000 $ par maison nouvellement achetée dans des rénovations écoénergétiques et des mises à niveau à domicile, en installant de nouveaux appareils, des thermostats numériques, des compteurs d'eau et des systèmes de chauffage et de climatisation (...) destinés à réduire la consommation d'énergie et à promouvoir un mode de vie durable pour davantage d'Américains et les communautés (...) ». Progress Residential affirme avoir investi plus de 450 millions de dollars de 2017 à 2021 pour proactivement « viser à réduire l'empreinte environnementale de ses maisons, notamment : la mise à niveau des appareils électroménagers vers des marques certifiées Energy Star », ce qui a consisté pour Progress à « remplacer l'éclairage incandescent par des luminaires à DEL ; installer des thermostats programmables, des pommes de douche et des robinets à faible débit, des chasses d'eau de 1,5 gallon et un aménagement paysager résistant à la sécheresse ». Selon la même source, son premier concurrent, Invitation Homes, pour ses plus de 80 000 maisons, a dit (fin 2020) avoir créé une ligne de crédit de 3,5 milliards de dollars pour des maisons vertes et des « performances de soutenabilité vérifiées de manière indépendante ».